# قانون تسليم المجرمين في الولايات المتحدة
قانون تسليم المجرمين في الولايات المتحدة هو العملية الرسمية التي يتم بموجبها تسليم الهارب الموجود في الولايات المتحدة إلى دولة أو ولاية أخرى للمحاكمة أو العقوبة أو إعادة التأهيل. بالنسبة للبلدان الأجنبية، يتم تنظيم العملية بموجب معاهدة وتجري بين الحكومة الفيدرالية للولايات المتحدة وحكومة بلد أجنبي. تختلف العملية اختلافًا كبيرًا عن التسليم السريع بين الولايات أو داخل الولايات.

## تسليم ما بين الولايات
يتطلب بند تسليم المجرمين في دستور الولايات المتحدة من الولايات، بناء على طلب ولاية أخرى، تسليم هارب من العدالة ارتكب "خيانة أو جناية أو جريمة أخرى" إلى الولاية التي فر منها الهارب. 18 U.S.C. § 3182 تحدد المادة 3182 الإجراءات التي يجب من خلالها على السلطة التنفيذية في ولاية أو مقاطعة أو إقليم تابع للولايات المتحدة أن تعتقل وتسلم هاربًا من ولاية أو مقاطعة أو إقليم آخر.
ولكي يتم تسليم شخص ما بين الولايات، تتطلب المادة 3182 من 18 U.S.C. § 3182
1. طلب السلطة التنفيذية من السلطة القضائية التي فرّ إليها الشخص الهارب من العدالة.
2. يجب على السلطة التنفيذية الطالبة أيضًا تقديم نسخة من لائحة اتهام موجودة أو إفادة خطية مكتوبة أمام رجل قضاء في أي ولاية أو إقليم. ويجب أن تتهم الوثيقة الشخص المطلوب الهارب من العدالة بارتكاب خيانة أو جناية أو جريمة أخرى، ويجب أن تكون مصدقة على أنها أصلية من حاكم أو رئيس قضاة الولاية أو الإقليم الذي فر منه الشخص المتهم بذلك.
3. ويجب على السلطة التنفيذية التي تتلقى الطلب أن تتسبب بعد ذلك في القبض على الهارب وتأمينه وإخطار السلطة التنفيذية الطالبة أو وكيلها باستلام الهارب.
4. ويجب أن يحضر وكيل السلطة التنفيذية للدولة التي تطلب التسليم لاستلام السجين، ويجب أن يتم ذلك في غضون 30 يوماً من وقت الاعتقال، وإلا يمكن إطلاق سراح السجين. تسمح بعض الولايات بفترات انتظار أطول، تصل إلى 90 يومًا.

وتشهد حالات الاختطاف من قبل أحد الوالدين إلى ولاية أخرى تدخلاً تلقائياً من قبل خدمة المارشالات الأمريكية.
في قضية كنتاكي ضد دينيسون، التي تم البت فيها عام 1860، رأت المحكمة العليا أنه على الرغم من أن حاكم ولاية اللجوء كان عليه واجب دستوري بإعادة الهارب إلى الولاية الطالبة، إلا أن المحاكم الفيدرالية لم يكن لديها سلطة لإنفاذ هذا الواجب. ونتيجة لذلك، ولأكثر من 100 عام، اعتُبر أن حاكم إحدى الولايات يتمتع بسلطة تقديرية بشأن ما إذا كان سيمتثل لطلب ولاية أخرى بتسليم المجرم أم لا.
في قضية عام 1987، بورتوريكو ضد برانستاد، ألغت المحكمة حكم دينيسون، ورأت أن حاكم ولاية اللجوء لا يملك سلطة تقديرية في أداء واجبه أو واجبها في التسليم، سواء كان هذا الواجب ناشئًا بموجب بند تسليم المجرمين من الدستور أو بموجب قانون تسليم المجرمين (18 U. S.C. § 3182)، وأنه يجوز للمحكمة الفيدرالية إنفاذ واجب الحاكم في إعادة الهارب إلى الدولة الطالبة. هناك أربعة أسباب فقط يجوز لحاكم ولاية اللجوء أن يرفض طلب دولة أخرى بتسليم المجرم على أساسها:
1. أن تكون وثائق التسليم غير سليمة من الناحية الشكلية;
2. لم يتم اتهام الشخص بارتكاب جريمة في الدولة الطالبة;
3. لم يكن الشخص هو الشخص المذكور في وثائق التسليم؛ أو
4. أن الشخص ليس هارباً من العدالة.

ويبدو أن هناك استثناءً إضافيًا واحدًا على الأقل: إذا كان الشخص الهارب محكومًا عليه في دولة اللجوء، فلا يلزم تسليمه حتى تنتهي عقوبته في دولة اللجوء.
اعتبارًا من عام 2010، في الممارسة العملية، لا تطلب ألاسكا وهاواي عادةً تسليم المجرمين إذا لم تكن الجريمة المعنية جناية بسبب التكاليف المرتبطة بنقل المشتبه به ورسوم الإقامة التي يجب دفعها للولاية القضائية التي يُحتجز فيها المتهم حتى يتم نقله.[بحاجة لمصدر].
لم تعتمد ولايات كارولينا الجنوبية وميسيسيبي ولويزيانا القانون الموحد لتسليم المجرمين، ولكنها اعتمدت قوانين أخرى لتسليم المجرمين.

## تسليم دولي

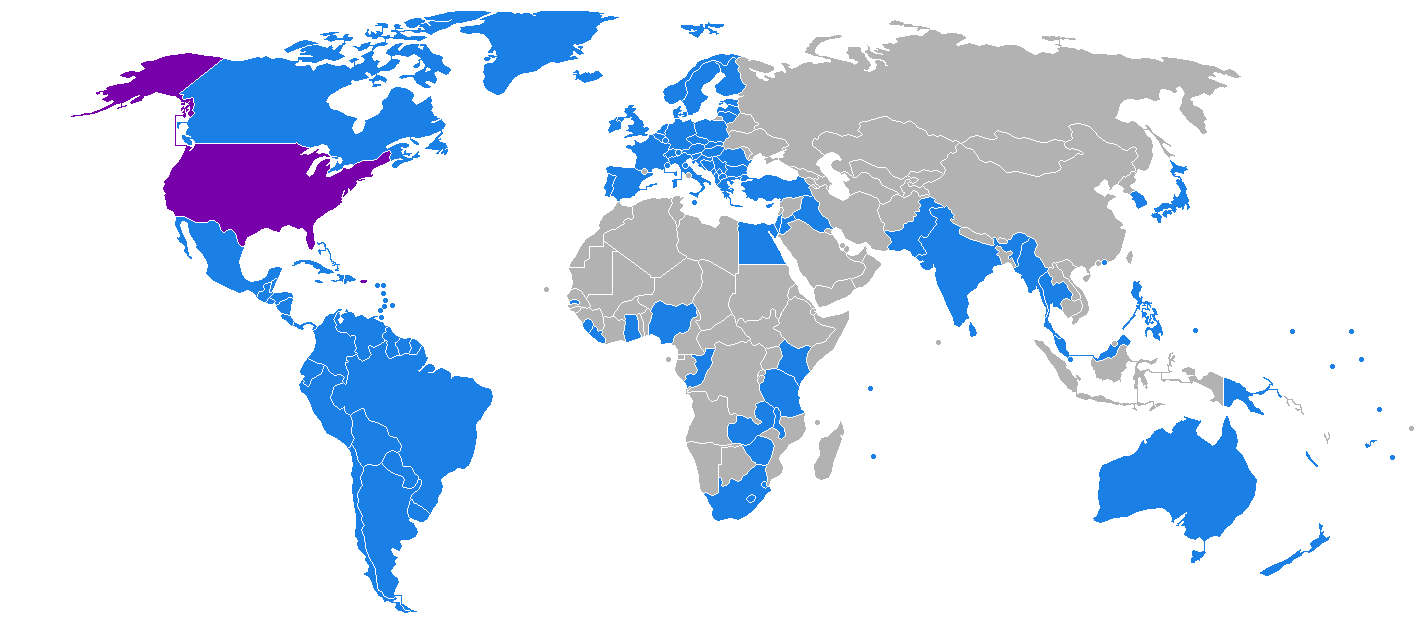
لدى الولايات المتحدة (ممثلة باللون البنفسجي) اتفاقيات تسليم المجرمين معد الدول الممثلة بالأزرق الفاتح

لدى الولايات المتحدة معاهدات لتسليم المجرمين مع أكثر من 100 دولة. من بين المعاهدات معظمها معاهدات تسليم من طلا الطرفين. يمكن العثور على قائمة بالدول التي ليها معاهدة تسليم الولايات المتحدة بعلاقة معاهدة لتسليم المجرمين في القانون الجنائي الاتحادي للولايات المتحدة، لكن هذه القائمة قد لا تكون دقيقة تمامًا. (هذه القائمة مستنسخة كقائمة معاهدات الولايات المتحدة لتسليم المجرمين).
للولايات المتحدة علاقات دبلوماسية رسمية أو غير رسمية مع الدول التالية، لكنها لم توقع اتفاقيات تسليم المجرمين مع هاته الدول :
- أفغانستان
- الجزائر
- أندورا
- أنغولا
- أرمينيا
- أذربيجان
- البحرين
- بنغلاديش
- بيلاروس
- بوتسوانا
- بروناي
- بوركينا فاسو
- بوروندي
- كمبوديا
- الكاميرون
- الرأس الأخضر
- جمهورية إفريقيا الوسطى
- تشاد
- الصين (باستثناء  هونغ كونغ)
- تايوان
- جزر القمر
- جمهورية الكونغو الديمقراطية
- كرواتيا
- جيبوتي
- غينيا الاستوائية
- إرتريا
- إثيوبيا
- الغابون
- جورجيا
- غينيا
- غينيا بيساو
- إندونيسيا
- ساحل العاج
- كازاخستان
- كوسوفو
- الكويت
- قرغيزستان
- لاوس
- لبنان
- ليبيا
- مدغشقر
- جزر المالديف
- مالي
- جزر مارشال
- موريتانيا
- ولايات ميكرونيسيا المتحدة
- مولدوفا
- منغوليا
- الجبل الأسود
- المغرب
- موزمبيق
- ميانمار
- ناميبيا
- نيبال
- مقدونيا
- النيجر
- عُمان
- بالاو
- فلسطين (منظمة التحرير الفلسطينية)
- قطر
- روسيا
- رواندا
- ساموا
- ساو تومي وبرينسيب
- السعودية
- السنغال
- الصومال
- السودان
- جنوب السودان
- توغو
- تونس
- تركمانستان
- أوغندا
- أوكرانيا
- الإمارات العربية المتحدة
- أوزبكستان
- فانواتو
- الفاتيكان
- فيتنام
- اليمن

هاته الدول ليست لها علاقات دبلوماسية مع الولايات المتحدة :
- بوتان
- إيران
- كوريا الشمالية
- سوريا

هاته الدول لا تعترف بها الولايات المتحدة :
- أبخازيا
- جمهورية مرتفعات قرة باغ
- قبرص الشمالية
- الجمهورية العربية الصحراوية الديمقراطية
- صوماليلاند
- أوسيتيا الجنوبية
- ترانسنيستريا